# Gabriele Kuby
Gabriele Kuby (Constanza, Baden-Wurtemberg, 1944) es una escritora y socióloga alemana. Se destaca por las ideas católicas tradicionalistas y las posiciones sobre la sexualidad, que se afirman en obras como La revolución sexual global: la destrucción de la libertad en nombre de la libertad.

## Posiciones ideológicas
Kuby aboga por posiciones sociopolíticas conservadoras y cristiano-católicas, en las que defiende las posiciones de las enseñanzas de la Iglesia.
En la observancia de las normas sexuales tradicionales, ve una importante cuestión existencial del cristianismo. Defiende el celibato y ve el abuso sexual de niños como un problema de la sociedad y no como un problema específico de la Iglesia católica. Ella cree que la cobertura de los medios de comunicación sobre el tema en relación con la Iglesia es un intento de «obligar a la Iglesia a ponerse de rodillas».

### Anticoncepción y aborto
Kuby se opone al aborto y a los métodos anticonceptivos. Aborda el desarrollo demográfico a nivel nacional y describe a los alemanes como una «nación moribunda» y a Alemania como un «asilo de ancianos».

### Castidad
En agosto de 2010, Kuby habló en el congreso “Gozo en la fe” en Fulda sobre el concepto de virtud cristiana de la castidad. La conferencia fue publicada en forma revisada en la revista especializada Theologisches. Kuby defendió la virtud de la castidad contra lo que ella vio como una moralidad sexual diluida y sin restricciones. Describe que la virtud de la castidad fue desechada durante y después del movimiento estudiantil de 1968.

### Homosexualidad
Kuby se adhiere a la clasificación de antihomosexuales. Para ella, tanto la transexualidad como la homosexualidad son a la vez una orientación sexual y un trastorno de la identidad de género.
Según Gabriele Kuby, la decisión de la Asociación Estadounidense de Psiquiatría (APA) en 1973 de eliminar la homosexualidad del DSM-II marcó un cambio significativo en las actitudes sociales hacia la homosexualidad, y describe al Frente de Liberación Gay operando «de manera agresiva y manipuladora dentro de la APA». Describe las relaciones entre personas del mismo sexo como rara vez permanentes y se opone al matrimonio entre personas del mismo sexo.

### Educación sexual
En el verano de 2007, Kuby acusó al gobierno federal alemán y a algunos gobiernos estatales en un ensayo en el periódico Junge Freiheit de sexualizar a los niños desde una edad temprana y promover estilos de vida gay y lésbico en las escuelas con folletos educativos como “Körper, Liebe, Doktorspiele” (“Cuerpo, Amor, Juegos de Doctor”), con el objetivo de eliminar la diferenciación entre sexos masculino y femenino.

### Harry Potter
En 2002, Kuby publicó su primer libro crítico sobre Harry Potter, “Harry Potter - The Global Push into Occult Heathenism”, y en 2003, un segundo libro, “Harry Potter - Good or Evil?” Después de que surgieran dudas en los medios sobre la postura del Vaticano sobre Harry Potter, envió su primer libro al entonces cardenal Joseph Ratzinger. En su carta de respuesta, escribió: «Es bueno que aclares cosas sobre Harry Potter, porque estas son seducciones sutiles que funcionan de manera invisible y profunda, y que corroen el cristianismo en el alma antes de que tenga la oportunidad de crecer». Sin embargo, esta respuesta nunca fue clarificada por fuentes oficiales del vaticano. De hecho, fue simplemente una respuestas protocolaria al envío del libro a Ratzinger. Ni siquiera se puede afirmar que respondiese el entonces papa.

### Jardines de infantes
Kuby está en contra del cuidado de niños menores de tres años en guarderías, ya que cree que esto conduce a daños irreversibles en el apego que solo se manifiestan completamente durante la pubertad. Según Kuby, las guarderías en Suecia han provocado que «uno de cada tres niños […] tenga problemas psicológicos». En este contexto, también critica el hecho de que el Ministerio Federal de Asuntos de la Familia considere la “transversalidad de género” como una tarea esencial de la política, descuidando la promoción de las familias y las medidas contra el creciente malestar social y psicológico de los niños y adolescentes.

## Vida personal
Kuby es hija del periodista y escritor Erich Kuby, hermana del cineasta Clemens Kuby y sobrina de Werner Heisenberg y Ernst Friedrich Schumacher. Es madre de tres hijos; su hija, Sophia Kuby, es una devota católica convertida, es una activista provida y cabildera desde su propia conversión en el año 2000.